# 独立行政法人
独立行政法人（どくりつぎょうせいほうじん）は独立行政法人通則法に基づいて、国民生活や社会・経済安定などの公共上の見地から確実に実施されることが必要な事務・事業のうち、国が自ら主体となって直接実施する必要はないが民間に委託することは不適切であるものを効率的かつ効果的に実施させることを目的として設立される法人。
独立行政法人には、中期目標管理法人、国立研究開発法人および行政執行法人の三つの類型があり、国立大学法人も広義の独立行政法人とみなされる。

## 概説
日本の独立行政法人通則法第2条第1項には、「国民生活及び社会経済の安定等の公共上の見地から確実に実施されることが必要な事務及び事業であって、国が自ら主体となって直接に実施する必要のないもののうち、民間の主体にゆだねた場合には必ずしも実施されないおそれがあるもの又は一の主体に独占して行わせることが必要であるものを効率的かつ効果的に行わせることを目的として、この法律及び個別法の定めるところにより設立される法人」と規定されている。
中央省庁から独立した法人組織であって、かつ行政の一端を担い公共の見地から事務や国家の事業を実施し、国民の生活の安定と社会および経済の健全な発展に役立つもの。省庁から独立していると言っても、主務官庁が独立行政法人の中長期計画策定や業務運営チェックに携わる。
1990年代後半の橋本龍太郎内閣の行政改革の一環で設立された。イギリスのサッチャリズムで考案されたエグゼクティブ・エージェンシーが手本となった。

## 特殊法人との違い
1990年代後半の橋本龍太郎内閣における行政改革の一環として中央省庁から現業・サービス部門を切り離す目的でこの制度を規定したが、2001年（平成13年）頃からの行政改革では主に特殊法人をこの形態に改組する例が多くなってきている。
特殊法人と異なる点は、資金調達に国の保証が得られないこと（民間企業と同じ）、法人所得税や固定資産税など公租公課の納税義務が生じることなどであるが、全ての独立行政法人が納税しているわけでもない。
行政監視委員会調査室によれば、制度の設置が開始された1998年度から2004年度までの6年間に設立された108法人について、2004年度の行政サービス実施コスト（法人の業務運営に関して納税者たる国民の負担に帰せられるコスト）の合計は2兆950億円であった。

## 関係機関

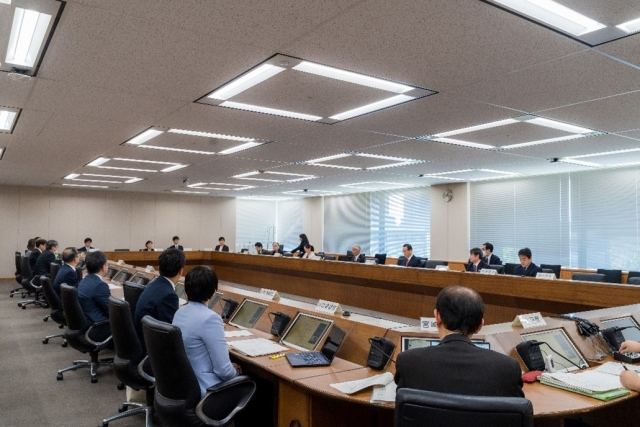
第52回独立行政法人評価制度委員会・第70回評価部会・第21回会計基準等部会合同会議

- 独立行政法人評価制度委員会（通則法12条）

総務省に置かれ、主務大臣が行う独立行政法人の目標策定や業績評価をチェックする。
独立行政法人の組織、業務の見直しに関して意見を述べる。
- 総務省行政管理局（総務省組織令5条）

独法制度の企画立案や、独立行政法人評価制度委員会の事務局機能を担う。

## 分類
独立行政法人は、「中期目標管理法人」、「国立研究開発法人」、「行政執行法人」の3つに分類される。

### 中期目標管理法人
中期目標管理法人は、「公共上の事務等のうち、その特性に照らし、一定の自主性及び自律性を発揮しつつ、中期的な視点に立って執行することが求められるものを国が中期的な期間について定める業務運営に関する目標を達成するための計画に基づき行うことにより、国民の需要に的確に対応した多様で良質なサービスの提供を通じた公共の利益の増進を推進すること」（法第2条第2項）を目的としている。
中期目標管理法人については、主務大臣が3 - 5年ごとに中期目標を策定し（法第29条）、それに基づく中期計画を法人が作成し主務大臣の認可を受け（法第30条）、中期計画に基づく年度計画を定めて主務大臣に届け出る（法第31条）こととされている。

### 国立研究開発法人
国立研究開発法人は、「公共上の事務等のうち、その特性に照らし、一定の自主性及び自律性を発揮しつつ、中長期的な視点に立って執行することが求められる科学技術に関する試験、研究又は開発に係るものを主要な業務として国が中長期的な期間について定める業務運営に関する目標を達成するための計画に基づき行うことにより、我が国における科学技術の水準の向上を通じた国民経済の健全な発展その他の公益に資するため研究開発の最大限の成果を確保すること」（法第2条第3項）を目的としている。
国立研究開発法人については、主務大臣が5 - 7年ごとに中長期目標を策定し（法第35条の4）、それに基づく中長期計画を法人が作成し主務大臣の認可を受け（法第35条の5）、中長期計画に基づく年度計画を定めて主務大臣に届け出る（法第35条の8）こととされている。
なお、国立研究開発法人の名称中には、「独立行政法人」ではなく「国立研究開発法人」の文字を使用することとされている（法第4条第2項）。

### 行政執行法人
行政執行法人は、「公共上の事務等のうち、その特性に照らし、国の行政事務と密接に関連して行われる国の指示その他の国の相当な関与の下に確実に執行することが求められるものを国が事業年度ごとに定める業務運営に関する目標を達成するための計画に基づき行うことにより、その公共上の事務等を正確かつ確実に執行すること」（法第2条第4項）を目的としている。
行政執行法人については、主務大臣が年度ごとに年度目標を策定し（法第35条の9）、それに基づく事業計画を法人が作成し主務大臣の認可を受ける（法第35条の10）こととされている。
なお、行政執行法人の役職員は、国家公務員とされている（法第51条）。
2020年（令和2年）4月1日現在、行政執行法人は次の7法人である。
- 国立公文書館 - 内閣府所管
- 統計センター - 総務省所管
- 国立印刷局 - 財務省所管
- 造幣局 - 財務省所管
- 農林水産消費安全技術センター - 農林水産省所管
- 製品評価技術基盤機構 - 経済産業省所管
- 駐留軍等労働者労務管理機構 - 防衛省所管

## 事業仕分け
- 詳細は事業仕分け、行政刷新会議および公益法人を参照のこと。
- 2010年（平成22年）2月26日 - 鳩山由紀夫内閣の枝野幸男行政刷新担当大臣は独立行政法人と公益法人に関してそれぞれの事業内容を精査する事業仕分けを2010年（平成22年）4月から行い国からの支出が適正であるかを議論すると記者会見で述べた[5][6]。

## 略称
そのまま表記すると6文字となるため、短縮する必要がある場合は「独法｣、｢独行法人」等と表記する。また、各独立行政法人を短縮表記する場合には「独法｣、｢独行法」のように表記することが多い。株式会社の（株）や財団法人の（財）に倣って、｢（独）」という表記も用いられる。口語では「独法（どっぽう）」などということがある。銀行の振込先や電報・テレックスなどでのカナ表記は「ドク｣（｢ド」だと合同会社になる）となる。

## 2015年（平成27年）3月までの旧・制度
2015年（平成27年）4月1日に「独立行政法人通則法の一部を改正する法律」が施行され、2001年（平成13年）4月の創設以来の制度が大きく変更された。以下に、2015年（平成27年）3月までの旧・制度について記載する。

### 分類
独立行政法人は「特定独立行政法人」と「特定独立行政法人以外の独立行政法人（非特定独法）」の2つに分類されていた。

#### 特定独立行政法人
特定独立行政法人（国家公務員型独法ともいう）は、｢業務の停滞が国民生活又は社会経済の安定に直接かつ著しい支障を及ぼすと認められるもの｣（法第2条第2項）であり、当該独立行政法人の役職員は、国家公務員の身分が付与されていた。なお、新・制度の導入により、国立病院機構を除いた7法人が行政執行法人へと引き継がれた。
2015年（平成27年）当時、特定独立行政法人は次の8法人であった。
- 国立公文書館 - 内閣府所管
- 統計センター - 総務省所管
- 国立印刷局 - 財務省所管
- 造幣局 - 財務省所管
- 国立病院機構 - 厚生労働省所管
- 農林水産消費安全技術センター - 農林水産省所管
- 製品評価技術基盤機構（NITE） - 経済産業省所管
- 駐留軍等労働者労務管理機構 - 防衛省所管

#### 非特定独立行政法人
非特定独法（非公務員型独法ともいう）については、役員及び職員の身分の扱いが異なる。雇用保険が掛かるなど民間と同じ扱いになり、国家公務員が出向する際には退職扱いとなった。ただし、元の府省への復帰が前提の出向の場合には、国家公務員退職手当法第7条の2第4項本文に基づき退職手当は支給されず、復帰時点で出向期間もその後の退職手当の計算で通算された。

### 目標・評価の仕組み
全ての独立行政法人について、主務大臣が、3 - 5年ごとに中期目標を策定することが義務付けられていた。